# Домбрувка (річка)
Домбрувка (пол. Dąbrówka (dopływ Skawy)) — річка в Польщі, у Вадовицькому повіті Малопольського воєводства. Ліва притока Скави, (басейн Балтійського моря).

## Опис
Довжина річки приблизно 2,30 км, найкоротша відстань між витоком і гирлом — 1,92  км, коефіцієнт звивистості річки — 1,20 . Формується безіменними струмками.

## Розташування
Бере початок на північно-західній стороні від села Завадка (гміна Вадовіце). Тече переважно на північний схід через місто Вадовиці і впадає у річку Скави, праву притоу Вісли.
Населені пункти вздовж берегової смуги: Гожень Дольни, Гожень Горни.

## Цікавий факт
- Біля гирла річку перетинає автошлях  28 (Львів — Затор).